# Freedom Planet
Freedom Planet è un videogioco platform in 2D sviluppato e distribuito dallo studio GalaxyTrail per Windows nel 2014, e negli anni successivi per vari altri sistemi e console.

## Trama
Una notte, nei campi innevati del pianeta Avalice, una grossa astronave si schianta nel suolo, e un alieno esce da esso, arrabbiato per ciò. Poco dopo, nell'isola di Shuigang, viene effettuato un attacco da parte dello stesso alieno, che si scopre essere chiamato Lord Arktivus Brevon. Nonostante il tentativo di resistere all'attacco, i soldati vennero fatti fuori, e il re di Shuigang, nonostante il suo tentativo di proteggere il regno, viene ucciso con non poca difficoltà. Dopo aver ucciso il re, Brevon cattura il figlio del re, il principe Dail, e ordina a Syntax, la sua AI robotica, di effettuargli un controllo della mente.
Il gioco ha inizio con Sash Lilac, una ragazza drago, e Carol Tea, un gattopardo, mentre assistono a un attacco di una navicella spaziale da parte di alcuni elicotteri, finendo per schiantarsi. Una volta salvata una creatura simile a un'anatra, chiamata Torque, Lilac e Carol accettano la missione di proteggere una potente reliquia chiamata Kingdom Stone, e vanno a Relic Maze per assicurarsi che la pietra sia al sicuro. Tuttavia, una volta arrivati, vengono fermati dagli ufficiali di Shang Tu, ossia il Generale Gong e il capo del dipartimento di polizia, Neera Li, che dubitano inizialmente del fatto che la Kingdom Stone venga rubata. Tuttavia, in questo momento, un attacco a sorpresa gestito dalle truppe di Shang Mu irrompe nel luogo, e le due protagoniste sono costrette a entrare a Relic Maze, per evitare che la Kingdom Stone venga rubata. Ciò attira anche l'attenzione di Milla Basset, una cagnolina capace di creare dei Phantom Cube, che era tornata da un luogo a prendere dei materiali per una pozione, perché essa potesse tornare dai suoi genitori.
Una volta arrivati al punto dov'era custodito la Kingdom Stone, Lilac e Carol scoprono che Spade, il mercenario di Zao, è riuscito a rubare la pietra, e una volta che egli scappa dal luogo, le due sono costrette a combattere contro un robot che era a guardia della pietra. Tuttavia, una volta sconfitto, il posto incomincia a crollare, e Carol sbaglia il punto di fuga, rimanendo bloccata. Tuttavia, una volta uscita, Lilac riesce a ritrovare la sua amica sana e salva, cavatasela con un graffio all'orecchio. Tuttavia, essa era stata salvata in tempo e in precedenza da Milla, che si unisce al team.
In quella stessa notte, Torque rivela a Lilac, Carol e Milla di essere un alieno, mandato a fermare i piani del condottiero intergalattico Arktivus Brevon, che vuole la Kingdom Stone per potenziare la sua nave e il suo esercito. Le tre protagoniste decidono quindi di recuperare la pietra da Zao, ma a causa di un accostamento da parte di Spade, e di un attacco a sorpresa da parte di Serpentine, l'assistente di Brevon, la pietra viene presa da Brevon stesso e Dail. Il sindaco Zao quindi, decide di dare il compito di emissario ai protagonisti, per discutere di un'alleanza con il leader di Shang Tu.
Nonostante l'attacco di Dail, i quattro riescono a cavarsela e a raggiungere Shang Tu. Tuttavia l'accoglienza al palazzo di Shang Tu non è delle migliori: a causa della sparizione della pietra, del fatto che in passato Lilac e Carol facevano parte dei Red Scarves, un gruppo di ladri gestito da Spade stesso, e del sospetto che Zao stesse cercando di fare un complotto, Neera Li e Magister sono costretti ad arrestare i quattro protagonisti, che però riescono a fuggire grazie a un trucco. Durante la fuga a Jade Creek, dove Neera insegue i protagonisti, finendo poi per essere congelata a causa di un torpedo criogenico, ll trio scopre con orrore che Torque è stato catturato da Lord Brevon, e sono costrette a combattere contro Serpentine. Una volta sconfitto lui, Lilac e Carol litigano, a causa della riluttanza di quest'ultima sulle azioni di Lilac, costringendo a una separazione. Mentre Lilac va a Thermal Base per fermare Lord Brevon, Carol e Milla si dirigono a Trap Hideout, un nascondiglio dei Red Scarves situato nel tunnel di drenaggio di Shang Tu, per far sì che Spade si allei con loro in modo temporaneo.
Sfortunatamente per Lilac, le cose non vanno bene, e viene catturata da Lord Brevon, venendo anche torturata da lui con l'elettricità, per forzare Torque a dire se è venuto con altri suoi compagni. Grazie all'aiuto di Carol, Milla e Spade, quest'ultimo riuscendo a sabotare la base temporanea di Lord Brevon e a scatenare la sequenza d'autodistruzione, Lilac riesce a fuggire, ma non per molto, avendo subito ingenti danni a causa dell'elettricità, e viene ricatturata da Neera. Tuttavia, una volta tornati al palazzo, Magister rivela che in tutto questo tempo, era stato folle a credere nella teoria di Neera su di Lilac e ad arrestare la ragazza drago e i suoi amici, e si scusa di ciò, dicendo anche di aver esaminato il frammento che aveva portato Torque. Tuttavia, poiché la stessa Lilac aveva mentito su di lui, le offre una missione per ristabilire sia le forze, sia l'onore della ragazza drago. Una volta che Lilac recupera le forze grazie a un bagno curativo, Neera spiega a lei che il materiale è proveniente da Pangu Lagoon, e che era stato abbandonato a causa della paura di radioattività. Magister inoltre pensa che in quella zona ci siano le risposte di come gli invasori conoscano di Avalice, e soprattutto come sconfiggerli, e manda Lilac a investigare la zona.
Una volta sconfitto l'holodragon, Lilac ritorna al palazzo con un'altra AI robotica simile a Syntax, chiamata Pangu, la quale ha un messaggio pre-registrato, dove spiega l'origine della Kingdom Stone e dei draghi antichi prima del tempo. Una volta veduto il messaggio, Magister si rende conto che la Kingdom Stone è più importante di quanto credesse, e che dev'essere riportata al luogo d'origine, prima che perda tutta la sua forza, ma non prima di aver informato Lilac che Zao ha mandato le sue truppe per attaccare Shuigang, nonostante la loro innocenza, e che ha mandato Gong e la sua armata per guadagnare tempo. Lilac quindi, assieme a Pangu, si dirige ai campi innevati, dove sono presenti anche Milla, Carol e Torque, e riesce a convincere Shang Tu e Shang Mu a combattere contro Dail e l'armata di Brevon. Una volta sconfitto Syntax per la terza volta, danneggiato la navicella spaziale di Brevon, Absolution, e battuto di nuovo Dail, Brevon annuncia che la sua astronave, la Dreadnought, è di nuovo operativa e funzionante, e i quattro si dirigono su di essa, con Spade che insegue Dail, ossia il suo fratello.
Una volta dentro la Dreadnought però, Brevon cerca in tutti i modi di fermare Lilac, Carol e Milla, dall'aprire le serrature ad aria, fino a spegnere il sistema di ossigeno dell'astronave. Tuttavia, una volta sconfitto Syntax per l'ultima volta, e battuto un Serpentine mutato, gli eroi riescono ad arrivare alla camera contenente la Kingdom Stone, ma Lord Brevon appare con Milla come ostaggio, usando il suo coltello per tramutarla in un mostro mutante (nel caso di Milla come personaggio giocabile, essa quando arriva, scopre che Carol era stata assaltata da Brevon e resa priva di sensi, e Torque chiede a lei di occuparsi di Brevon). Ciò scatena l'ira di Lilac e di Carol, che si dirigono da Lord Brevon per sconfiggerlo una volta per tutte. L'impresa non è semplice, ma una volta distrutta l'Absolution, la tuta potenza di Brevon e lui stesso, la Dreadnought esplode. Lilac, Carol, Milla, Torque e Brevon riescono a scampare all'esplosione e a salvarsi, ma la Kingdom Stone viene distrutta nel processo. Una volta che Milla si riprende dall'attacco, il team scopre che la Kingdom Stone ha rilasciato dell'energia cristallina nel cielo, e i tre regni decidono di terminare la guerra fra di loro, anche se Magister è preoccupato del fatto che Brevon non è più ritrovabile (ed eventualmente ritornerebbe un giorno), e che nonostante il lavoro svolto, i regni non siano fuori pericolo. Torque alla fine, decide di salutare Lilac, Carol e Milla, e si avvia al ritorno verso lo spazio.

## Personaggi
- Sash Lilac: la protagonista del gioco, Lilac è una ragazza drago viola, affinata all'elemento dell'acqua, e aiuta chi è in pericolo o chi ha bisogno. Inoltre è molto motivata, e rifiuta di arrendersi sotto qualsiasi circostanza, anche se i suoi amici dubitano del successo della missione. Inoltre può arrabbiarsi, ma soltanto se spinta oltre il limite. Lilac indossa una calzamaglia senza maniche blu, con una cintura nera con fibbia gialla sulla vita, dei guanti blu e delle scarpe blu con dei fulmini, e a causa di un difetto alle sue orecchie, anche degli apparecchi acustici a forma di gocce d'acqua. È la più veloce del gruppo, e le sue mosse simbolo sono il Dragon Cyclone, una mossa in cui sfrutta il suo lungo tendine come una frusta per poter muoversi in aria leggermente a lungo, e il Dragon Boost, il quale permette a lei di caricare tutta la sua energia e di lanciarsi come una cometa contro i nemici.
- Carol Tea: la seconda protagonista del gioco, Carol è un gattopardo verde con strisce gialle, bianco e nere sulle orecchie, ed è un maschiaccio, impetuosa, impulsiva e che si caccia nei guai. Tuttavia, è anche molto leale con i suoi amici, anche se ogni tanto discute quando non è d'accordo con loro. Carol indossa una canotta nera che mostra il suo diaframma, una sciarpa rossa dei Red Scarves sul collo, dei pantaloncini verde scuro, guanti da motociclista neri, e scarpe verde-nero. La sua abilità peculiare è il fatto di poter arrampicarsi sui muri, e il poter evocare una motocicletta rossa che può andare sulle pareti.
- Milla Basset: la terza protagonista del gioco, Milla è una giovane bassotta hush/hound color avorio con delle lunghe orecchie con dei dischi verdi, ed è timida, generosa e di animo gentile. Tuttavia, diventa stressata se non vede qualcuno durante la sua vita per troppo tempo, facendo di tutto per poter rivederlo, e detesta la violenza e la rabbia (essendo una pacifista), addirittura piangendo quando Lilac e Carol litigarono, o fermando Spade e Carol dal continuare la loro lotta. Milla indossa una tuta senza maniche, che mostra un vestito verde con strisce bianche, probabilmente una calzamaglia o una tuta da nuoto, e quattro braccialetti, due arancioni nel polso sinistro e nella caviglia destra, e due verdi nel polso destro e nella caviglia sinistra. È in grado di evocare dei Phantom Cube, dei cubi verdi che può lanciare ai nemici, o rendere uno scudo che può essere sparato.
- Torque: Torque è un alieno, comandante e ultimo sopravvissuto degli Spectrum Chaser, una squadra di soldati che sono stati uccisi o corrotti da Brevon. Il suo travestimento è quello di un'anatra con un guscio, e combatte con una pistola laser.
- Lord Arktivus Brevon: l'antagonista principale del gioco, Brevon è un alieno verde, e un sadistico e crudele condottiero galattico, disposto a spingersi oltre per ottenere ciò che vuole, anche decapitando i suoi nemici. Egli afferma che le sue azioni sono giustificate, e che vuole proteggere il suo pianeta natale dalle minacce pericolose, ma la sua costante guerrafondaia è ciò che ha fatto soffrire la sua stessa razza. Nonostante il suo aspetto minaccioso, può essere anche molto indifferente, e tende a essere innocente ed amichevole quando parla con le persone, ma la sua crudeltà non conosce limiti, anche al costo di ricorrere a mezzi disperati per raggiungere i suoi scopi, anche ferendo bambini innocenti, e usando il suo coltello per trasformare Serpentine e Milla Basset in mostri mutanti. È armato di pistola a doppia canna, delle mine a tempo che rilasciano onde soniche, un coltello ricoperto di una tossina, usato per il lavaggio del cervello e per mutare gli infetti in mostruosi mutanti, e di una cappa che può usare sia per il volo, sia per il combattimento. Brevon indossa un'armatura di colore arancione e grigio metallico, e una cappa marrone.
- Generale Gong: Gong è un panda, ed è il generale delle forze armate di Shang Tu. È una combinazione di orgoglio, onore e umorismo, ed è dedicato a proteggere le vite di Shang Tu con la sua vita, senza che qualcosa o qualcuno gli intralci la strada. La sua arma è un grosso scudo che usa sia in modo offensivo, sia difensivo, sia come strumento musicale.
- Neera Li: Neera è un panda, ed è il capo del dipartimento di polizia di Shang Tu. È molto rigorosa per la legge, e anche pro-attiva nel suo lavoro, dubitando di Lilac e Carol dal fatto che sapevano del furto della Kingdom Stone. Nonostante ciò, Neera sa che Milla è piccola, e ha senso dell'onore, dichiarando che è disonorevole ferire o uccidere un bambino/a. Neera indossa una tunica viola a strisce bianche e nere, dei lunghi stivali neri e delle spalline d'argento. Durante la sua battaglia boss, Neera ha la capacità di generare uno scudo elementare, ed è armata della Cryo Staff, una staffa capace di rilasciare attacchi di ghiaccio.
- Royal Magister: Magister è un drago dell'elemento terra (anche se non viene mai rivelato, a causa dell'elmo che gli ricopre la sua testa, salvo i suoi occhi), ed è il governatore ereditario e comandante delle forze armate di Shang Tu. Egli fa qualsiasi cosa per proteggere la sua città e le sue persone, anche a costo dei regni vicini, ma non esita ad assisterli nel caso dei seri problemi affiorino.
- Mayor Zao: Zao è un panda rosso, ed è il sindaco di Shang Mu. Egli è carismatico, ma anche avido (al punto da dare a Lilac e i suoi amici un 5% di sconto per il suo centro commerciale). Nonostante è visto come un buffone, Zao è abbastanza furbo con i piani, usando difatti il suo annuale pellegrinaggio al tempio antico a Relic Maze come una tattica per poter effettuare un attacco a sorpresa.
- Principe Dail: Dail è un panda, ed è il principe di Shuigang, oltre al figlio del re di Shuigang e il fratello di Spade. Dopo aver assistito alla morte di suo padre da parte di Lord Brevon, viene soggiogato da Syntax. Alla fine del gioco, Dail, ormai diventato re, ordina alle sue truppe di riparare i danni che Brevon ha causato, oltre a dare la caccia alle sue truppe rimanenti. È in grado di evocare uno scudo elementare di metallo, e combatte con delle carte e il Flash Jump.
- Spade: Spade è un panda, ed è un ladro professionista e assassino, fratello di Dail, figlio del Re di Shuigang, e probabilmente leader dei Red Scarves. In passato combatteva assieme a Lilac e Carol, quando le due erano ancora membri dei Red Scarves, ma a causa di alcuni superamenti del limite, quali l'assassinio, Lilac se ne andò, assieme a Carol, e Spade li considerò traditori, diventando il loro rivale. Una volta saputo della morte di suo padre, egli la prese sul personale, e divenne determinato a trovare l'assassino, anche a costo di dover fare atti estremi. Spade indossa una camicia nera senza maniche, dei jeans marroni, dei guanti da motociclista neri, degli occhiali da sole rossi, e una sciarpa rossa sul collo, e combatte lanciando delle carte, anche caricandole di energia, è abile nelle arti marziali, e può usare il Flash Jump, una mossa che lo fa muovere velocemente, lasciando un'immagine di lui. Ricopre il ruolo di mini-boss a Sky Battalion, se si gioca con Lilac, ed è il boss di Trap Hideout.
- Syntax: Syntax è un'AI robotica fluttuante di colore verde, ed è l'assistente di Lord Brevon. È in grado di cambiare modalità, così da permettere a lei di difendere Lord Brevon.
- Serpentine: Serpentine è una vipera color lime, ed è il mercenario fedele a Lord Brevon. Desideroso di avere delle braccia, Lord Brevon gli donò delle braccia metalliche contenenti una tossina, che resero Serpentine un fanatico devoto a lui. Nonostante il suo grande ego e il fanatismo verso Brevon, è un formidabile mercenario, armato di missili ai polsi, pistole al plasma, lanciafiamme, e dei propulsori che lo rendono più veloce. È anche un abile pilota, capace di poter guidare veicoli come il Robophanter. Serpentine indossa un'armatura color blu scuro e oro, provvista di propulsori, e le cosiddette braccia metalliche.
- Pangu: Pangu è un'AI robotica fluttuante di colore blu, ed è identica a Syntax, eccetto che venne costruita da uno scienziato drago. Rispetto a Syntax, Pangu conserva in memoria i dati lasciati dai draghi antichi, ed è capace di trasformarsi, grazie a uno schermo di proiezione olografica, nell'Holodragon.

## Livelli
- Dragon Valley: Il livello iniziale per Lilac e Carol. Si tratta di una zona montagnosa, coperta da una densa foresta, ed è anche il luogo dove è presente la casa sull'albero di Lilac.  Il boss di questo livello è un serpente robot.
- Aqua Tunnel: Il livello iniziale per Milla, Aqua Tunnel è il sistema di fognature presente a Shang Tu. Il boss di Aqua Tunnel è un serpente di slime.
- Relic Maze: Un tempo un antico tempio, Relic Maze è ciò che è rimasto delle rovine nei pressi di Shang Tu. In questo livello il giocatore dovrà aprire due porte durante entrambe le due parti. Il boss di quest'area è una mantide religiosa robotica. Se si gioca usando Milla, si dovrà optare per un'altra strada.
- Fortune Night: Un distretto commerciale presente a Shang Mu, e zona dove è presente il Shopping Paradise di Zao, un centro commerciale. Il boss di quest'area è una pantera robotica guidata da Serpentine, ed è una delle battaglie boss in cui gli altri personaggi aiuteranno il personaggio scelto dal giocatore. Se il giocatore si ferma durante la seconda parte del livello vicino ad una palla da discoteca, Lilac, Carol o Milla balleranno. Inoltre, il mini-boss cambierà: Nel caso di Lilac, Serpentine sarà il mini-boss, per gli altri sarà un robot che distruggerà il pavimento.
- Sky Battalion: Si tratta di tre aeronavi di Shuigang, le quali attaccano l'aeronave di Zao. A differenza degli altri livelli, questo livello non è lineare, permettendo al giocatore di scegliere che aeronave abbordare. Una volta distrutti i cannoni di tutte e tre le navi, il Principe Dail arriverà a bordo di un pavone robotico come boss principale. Come Fortune Night, il mini-boss nell'aeronave fuoco cambierà: Se si gioca con Lilac, Spade sarà il miniboss di tale nave, altrimenti sarà un elicottero.
- Jade Creek: Un fiume ricoperto da una foresta di Bambù, situato nelle periferie di Shang Tu. Il boss di quest'area è Serpentine, mentre il mini-boss è Neera Li. Durante la seconda parte, Neera tenterà di fermare il giocatore, ma finirà accidentalmente congelata da un torpedo criogenico.
- Thermal Base: Una base sott'acqua situata nelle vicinanze di Jade Creek, usata da Brevon e la sua armata. Il mini-boss e boss di quest'area è Syntax, rispettivamente nelle forme di ragno e calamaro. La meccanica del livello mostra la presenza di porte chiuse, apribili grazie ad una chiave magnetica.
- Trap Hideout: un nascondiglio dei Red Scarves situato nel tunnel di drenaggio di Shang Tu, e livello esclusivo per Carol e Milla. Il boss di quest'area è Spade, ma c'è una peculiarità: Carol e Milla sono costrette a combattere contro rispettivamente 99 e 15 Ninja a bordo di Motociclette, per poter iniziare la battaglia boss.
- Pangu Lagoon: Il livello esclusivo di Lilac. Pangu Lagoon è un lungomare abbandonato vicino a Shang Tu, con diverse case decadenti che collassano. In questo livello sono presenti dei Time Gates, che possono potenziare il Dragon Boost e il Dragon Cyclone di Lilac. Il boss di quest'area è l'Holodragon, un dragone olografico creato da Pangu.
- Battle Glacier: Una tundra montagnosa situata a nord di Shuigang, e luogo dove la Dreadnought si è schiantata, assieme al sito di lancio di essa. Il mini-boss di quest'area è la navicella spaziale di Brevon, l'Absolution, e il boss è il Principe Dail, a bordo di una bestia.
- Final Dreadnought: La gigantesca nave spaziale da battaglia di Lord Brevon. A differenza degli altri livelli, Final Dreadnought si divide in quattro livelli, ognuna con una differenza: 
  - Nel primo livello, Lord Brevon aprirà le aperture d'aria durante la seconda parte del livello, e il boss del livello sarà Syntax in modalità morpher.
  - Nel secondo livello, Lord Brevon disattiverà il sistema di ossigeno durante la seconda parte del livello (oltre al giocatore che dovrà trovare le chiavi magnetiche), e il boss sarà Serpentine trasformato in un mutante.
  - Nel terzo livello, Lord Brevon attiverà le torrette, e il boss sarà Milla trasformata in un mutante (Nel caso il giocatore sia Milla, non ci sarà nessuna battaglia boss).
  - Nel quarto livello, il giocatore dovrà farsi strada contro un potente laser, e dovrà fronteggiare l'Absolution, la tuta robotica di Brevon, e Lord Arktivus Brevon stesso (Nel caso di Milla, solo la navicella e la tuta robotica saranno affrontabili).